# Kerlingarhnjúkur
Kerlingarhnjúkur är ett berg i republiken Island. Det ligger i regionen Norðurland eystra, 210 km nordost om huvudstaden Reykjavík. Toppen på Kerlingarhnjúkur är 1 057 meter över havet, eller 185 meter över den omgivande terrängen. Bredden vid basen är 6,2 km.
Trakten runt Kerlingarhnjúkur är nära nog obefolkad, med mindre än två invånare per kvadratkilometer. Det finns inga samhällen i närheten. Trakten runt Kerlingarhnjúkur består i huvudsak av gräsmarker.